# Flancourt-Catelon
Flancourt-Catelon är en kommun i departementet Eure i regionen Normandie i norra Frankrike. Kommunen ligger i kantonen Bourgtheroulde-Infreville som tillhör arrondissementet Bernay. År 2018 hade Flancourt-Catelon 497 invånare.

## Befolkningsutveckling
Antalet invånare i kommunen Flancourt-Catelon
Referens:INSEE